# Charbonnières-les-Sapins
Charbonnières-les-Sapins foi uma comuna francesa na região administrativa de Borgonha-Franco-Condado, no departamento de Doubs. Estendia-se por uma área de 9,1 km². Em 2010 a comuna tinha 192 habitantes (densidade: 21,1 hab./km²).
Em 1 de janeiro de 2017, passou a fazer parte da comuna de Étalans.